# Афтинк, Кристине
Кристине Якоба Афтинк (нидерл. Christine Jacoba Aaftink; 25 августа 1966, Абкауде, Нидерланды) — нидерландская конькобежка, участница трёх зимних Олимпийских игр, двукратная бронзовая медалистка чемпионатов мира в спринтерском многоборье, многократная чемпионка Нидерландов.

## Спортивная биография
На зимних Олимпийских играх Афтинк дебютировала в 1988 году на играх в Калгари. На 500-метровке голландская конькобежка показала лишь 17-й результат, а на дистанции вдвое длиннее заняла 12-е место. В 1990 и 1991 годах Кристине дважды стала бронзовой призёркой чемпионатов мира по спринтерскому многоборью.
Зимние Олимпийские игры 1992 года стали самыми успешными в карьере Кристин. На дистанции 500 метров Афтинк заняла 4-е место, всего 0,09 секунд уступив бронзовому призёру немке Кристе Лудинг-Ротенбургер. На дистанции 1000 метров голландка стала 4-й, уступив третьему месту 0,5 секунды.
Следующие зимние Олимпийские игры состоялись уже через 2 года в норвежском Лиллехаммере. На церемонии открытия Афтинк было доверено нести флаг Нидерландов. Сами игры сложились для Афтинк очень неудачно. На 500-метровке голландская спортсменка заняла 19-е место, а на дистанции 1000 метров Афтинк стала лишь 20-й.
В 1996 году Кристине Афтинк завершила международную карьеру.